# Asplenium macrurum
Asplenium macrurum är en svartbräkenväxtart som beskrevs av John T. Mickel och Stolze. Asplenium macrurum ingår i släktet Asplenium och familjen Aspleniaceae. Inga underarter finns listade.